# Shirley Henderson
Shirley Henderson (ur. 24 listopada 1965 w Fife, Szkocja) – brytyjska aktorka.

## Życiorys
Jest jedną z trzech sióstr. Pierwszy raz zetknęła się z telewizją w programie telewizyjnym „łowiącym” młode talenty. Przed karierą filmową długo prowadziła klub muzyczny wraz ze swym ojcem, muzykiem. Ukończyła London's Guildhall School of Music and Drama.
Znana z Dziennika Bridget Jones, gdzie zagrała Jude, przyjaciółkę Bridget. Pojawiła się również w Trainspotting (1995), Topsy-Turvy (1999), Wonderland (1999) i Harrym Potterze i Komnacie Tajemnic (2002). Wcieliła się tam w postać Jęczącej Marty.

## Filmografia
- 2001: In a Land of Plenty jako Anne Marie
- 2001: Dziennik Bridget Jones jako Jude
- 2001: Czasy, w których przyszło nam żyć jako Marie Melmotte
- 2002: Pewnego razu w Midlands jako Shirley
- 2002: Girl in the Red Dress, The jako Gaynor
- 2002: Dom „Pod Różami” jako Shirley
- 2002: Harry Potter i Komnata Tajemnic jako Jęcząca Marta
- 2002: Wilbur chce się zabić jako Alice
- 2002: 24 Hour Party People jako Shirley Wilson
- 2002: Doctor Sleep
- 2003: Intermission jako Sally
- 2003: AfterLife jako Ruby
- 2003: Fishy jako Glenda Sands
- 2003: Charles II: The Power & the Passion jako królowa Katarzyna
- 2003: American Cousins jako Alice
- 2004: Bridget Jones: W pogoni za rozumem jako Jude
- 2004: Dirty Filthy Love jako Charlotte
- 2004: Tak jako Cleaner
- 2005: Harry Potter i Czara Ognia jako Jęcząca Marta
- 2005: Chłód jako Kath
- 2005: Tristram Shandy - wielka bujda jako Susannah
- 2006: Maria Antonina jako ciotka Zofia
- 2006: Ma Boy jako Ali
- 2006: Doktor Who jako Urszula Blake
- 2007: I Really Hate My Job jako Alice
- 2007: Wedding Belles jako Kelly
- 2008: Wild Child. Zbuntowana księżniczka (Wild Child) jako Matron
- 2008: Morderstwo to nic trudnego (Marple: Murder Is Easy) jako Honoria Waynflete
- 2008: Niezwykły dzień panny Pettigrew (Miss Pettigrew Lives for a Day) jako Edythe Dubarry
- 2009: Życie z wojną w tle (Life During Wartime) jako Joy
- 2009: May Contain Nuts jako Alice
- 2010: Meek's Cutoff jako pani White
- 2016: Bridget Jones 3 jako Jude
- 2017: Okja jako Jennifer
- 2025: Bridget Jones: Szalejąc za facetem (Bridget Jones: Mad About the Boy) jako Jude